# Bruschetta
Bruschetta [brus'keta] je zapečený nebo opečený chléb, na kterém jsou rajčata, bazalka, sůl, pepř, olivový olej a česnek.

## Charakteristika
Toto jídlo je známé od 15. století a pochází ze střední Itálie. Bruschetta se obvykle jí ke snídani nebo jako předkrm. V Itálii se často připravuje na grilu. V Toskánsku se bruschetta nazývá fettunta a v regionu Abruzzo ventricina.[zdroj⁠?!]